# Abax
Abax Bonelli, 1810, è un genere di insetti coleotteri della famiglia dei Carabidi, sottofamiglia Pterostichinae.

## Descrizione
Il genere Abax è caratterizzato da specie di medio-piccole dimensioni (15–21 mm) e di colore nero intenso, lucido nel maschio, talora opaco sulle elitre nella femmina.
Elementi caratteristici sono il torace a lati paralleli e le due fossette basali che non raggiungono la base del pronoto.

Alcune specie col torace leggermente ristretto posteriormente possono essere confuse con l'affine genere Pterostichus, in cui, tuttavia, le fossette basali (una o due) del pronoto raggiungono sempre la base.

## Biologia
Il genere Abax include specie carnivore, talvolta carpofaghe, sia allo stadio di larva che da adulto.

## Tassonomia
Comprende le seguenti specie:
- Abax carinatus (Duftschmid, 1812)
- Abax schueppeli Palliardi, 1825
- Abax arerae Schauberger, 1927
- Abax baenningeri Schauberger, 1927
- Abax beckenhauptii (Duftschmid, 1812)
- Abax benellii Magrini & Degiovanni, 2013
- Abax contractus (Heer, 1841) [2]
- Abax ecchelii Bertalini, 1887
- Abax exaratus (Dejean, 1828)
- Abax fiorii Jakobson, 1907
- Abax oblongus Dejean, 1831
- Abax ovalis (Duftschmid, 1812)
- Abax parallelepipedus Piller et Mitterpacher, 1783
- Abax parallelus Duftschmid, 1812
- Abax pilleri Csiki, 1916
- Abax pyrenaeus Dejean, 1828
- Abax springeri J. Müller, 1925
- Abax teriolensis Schauberger, 1921